# México (savezna država)
México je jedna od 31 saveznih država Meksika, smještena je u središnem djelu države. Glavni grad je Toluca.

## Općine
- Acambay
- Acolman
- Aculco
- Almoloya de Alquisiras
- Almoloya de Juárez
- Almoloya del Río
- Amanalco
- Amatepec
- Amecameca
- Apaxco
- Atenco
- Atizapán
- Atizapán de Zaragoza
- Atlacomulco
- Atlautla
- Axapusco
- Ayapango
- Calimaya
- Capulhuac
- Chalco
- Chapa de Mota
- Chapultepec
- Chiautla
- Chicoloapan
- Chiconcuac
- Chimalhuacán
- Coacalco de Berriozábal
- Coatepec Harinas
- Cocotitlán
- Coyotepec
- Cuautitlán
- Cuautitlán Izcalli
- Donato Guerra
- Ecatepec de Morelos
- Ecatzingo
- El Oro
- Huehuetoca
- Hueypoxtla
- Huixquilucan
- Isidro Fabela
- Ixtapaluca
- Ixtapan de la Sal
- Ixtapan del Oro
- Ixtlahuaca
- Jaltenco
- Jilotepec
- Jilotzingo
- Jiquipilco
- Jocotitlán
- Joquicingo
- Juchitepec
- La Paz
- Lerma
- Luvianos
- Malinalco
- Melchor Ocampo
- Metepec
- Mexicaltzingo
- Morelos
- Naucalpan de Juárez
- Nextlalpan
- Nezahualcóyotl
- Nicolás Romero
- Nopaltepec
- Ocoyoacac
- Ocuilan
- Otumba
- Otzoloapan
- Otzolotepec
- Ozumba
- Papalotla
- Polotitlán
- Rayón
- San Antonio la Isla
- San Felipe del Progreso
- San José del Rincón
- San Martín de las Pirámides
- San Mateo Atenco
- San Simón de Guerrero
- Santo Tomás
- Soyaniquilpan de Juárez
- Sultepec
- Tecámac
- Tejupilco
- Temamatla
- Temascalapa
- Temascalcingo
- Temascaltepec
- Temoaya
- Tenancingo
- Tenango del Aire
- Tenango del Valle
- Teoloyucán
- Teotihuacán
- Tepetlaoxtoc
- Tepetlixpa
- Tepotzotlán
- Tequixquiac
- Texcaltitlán
- Texcalyacac
- Texcoco
- Tezoyuca
- Tianguistenco
- Timilpan
- Tlalmanalco
- Tlalnepantla de Baz
- Tlatlaya
- Toluca
- Tonanitla
- Tonatico
- Tultepec
- Tultitlán
- Valle de Bravo
- Valle de Chalco Solidaridad
- Villa de Allende
- Villa del Carbón
- Villa Guerrero
- Villa Victoria
- Xalatlaco
- Xonacatlán
- Zacazonapan
- Zacualpan
- Zinacantepec
- Zumpahuacán
- Zumpango